# Lindsaea orbiculata
Lindsaea orbiculata är en ormbunkeart som först beskrevs av Jean-Baptiste Lamarck, och fick sitt nu gällande namn av Georg Heinrich Mettenius och Oskar Kuhn. Lindsaea orbiculata ingår i släktet Lindsaea och familjen Lindsaeaceae. Inga underarter finns listade.